# 豊川公園

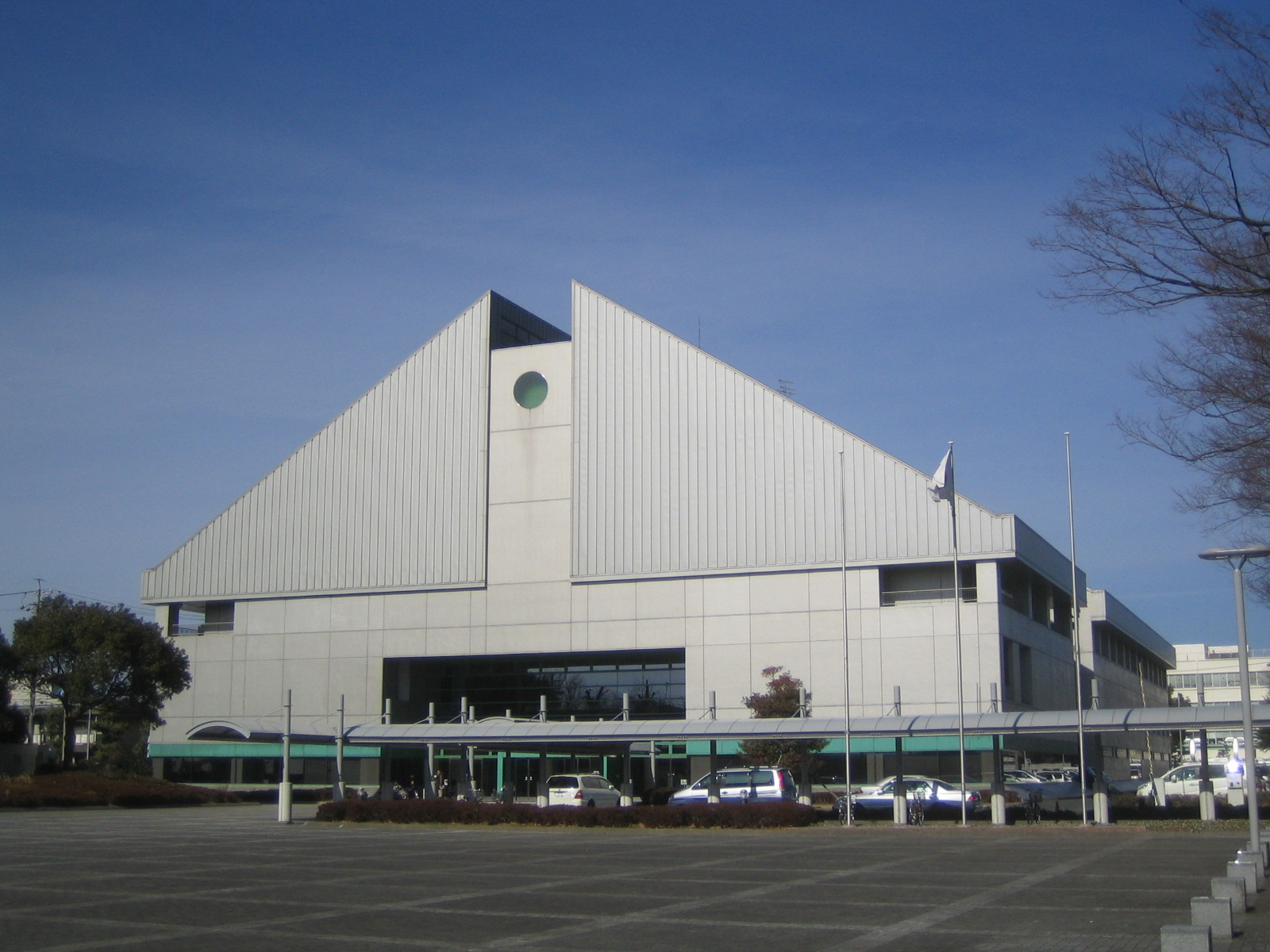
豊川市総合体育館

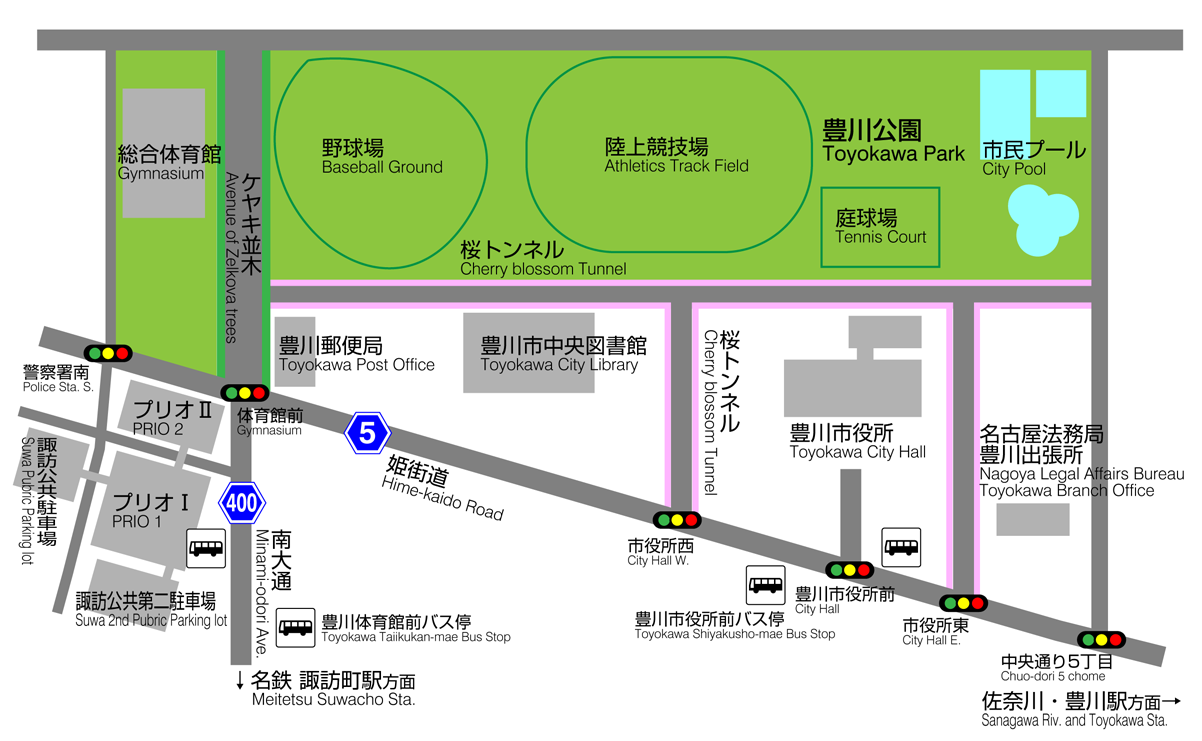
豊川公園周辺地図

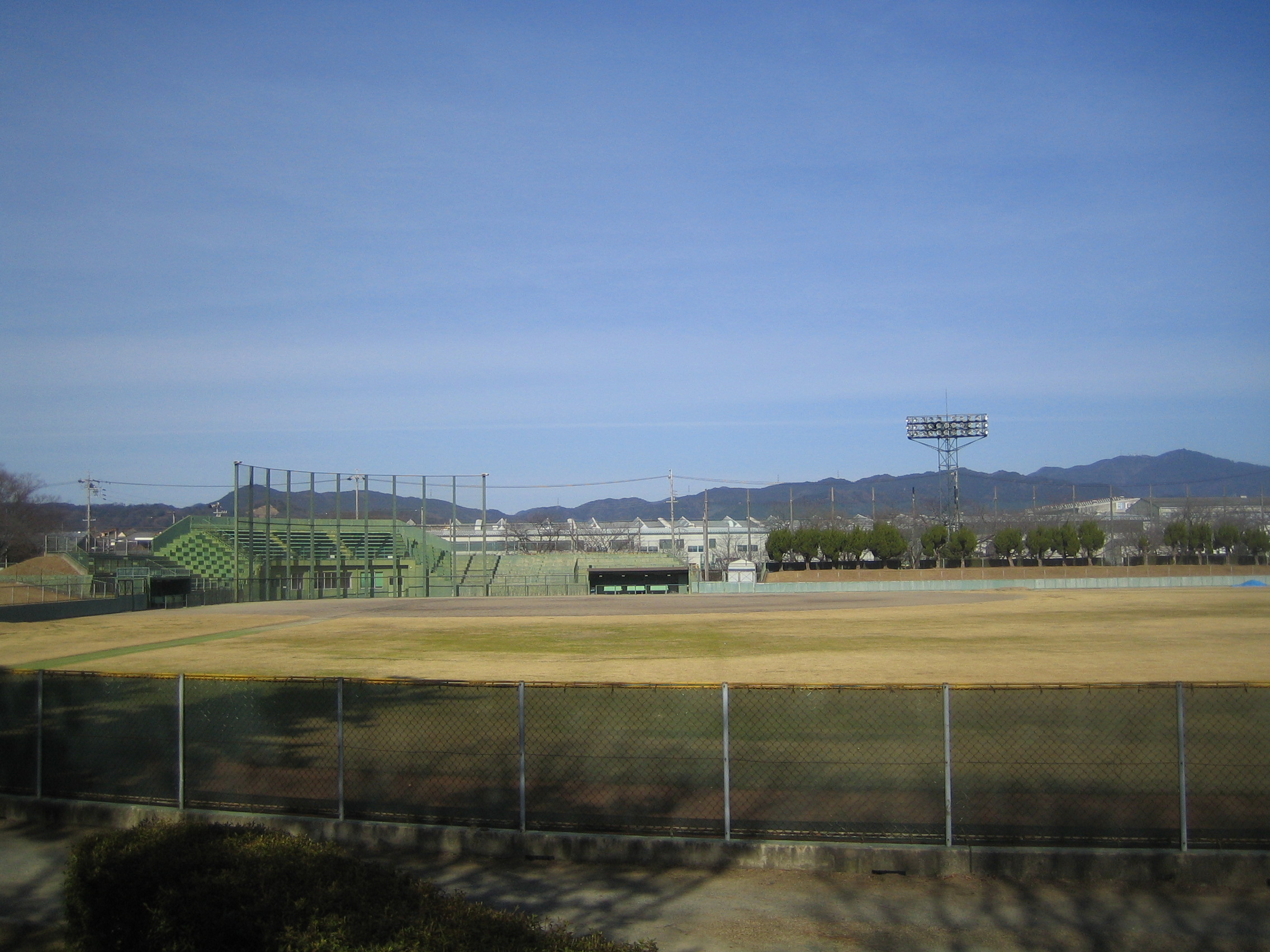
豊川市野球場

豊川公園（とよかわこうえん）は、愛知県豊川市の中心部、諏訪地区にある公園である。「豊川運動公園」と呼ばれる場合もある。

## 概要
豊川公園は豊川市総合体育館、陸上競技場、野球場など、いくつかの施設で構成される運動公園である。市役所と穂ノ原地区（工業地域）に挟まれたところにあり、東西に長い形となっている。
各施設の管理は総合体育館で行っている。
豊川公園の周囲は「桜トンネル」と呼ばれる桜並木となっており、春になると花見客でにぎわう。
また、豊川市民まつりの「おいでん祭」や「豊川手筒まつり」もこの公園で行われる。
総合体育館と野球場の間の市道はケヤキ並木になっており、いくつかの彫刻も設置されている。市はこの通りを「ふれあいプロムナード」と名付けているが、あまり浸透していない。

## 施設

### 豊川市総合体育館
1990年（平成2年）5月完成の体育館。メインアリーナとサブアリーナ、そしてエアロビクスができるレクアリーナがある。そのほか、ミーティング室やトレーニング室も設けられている。

### かわしんビクトリースタジアム（豊川公園野球場）[3]
総合体育館から4車線の道路を挟んだところにある野球場。両翼91.6m、中堅116.0mで2200人の観客を収容できる。12月下旬から2月下旬までは芝生養生のため休業する。

### 陸上競技場
陸上競技、グラウンド・ゴルフ、サッカーなどに利用できるグラウンド。豊川手筒まつりの会場となる。
- 日本陸上競技連盟第3種公認
- トラック：400m×8レーン（全天候型）
- 収容人数：10,698人（2階スタンド 698人、芝生スタンド10,000人）
- 敷地面積：23,966m²

### オーエスジードリームコート豊川（豊川公園庭球場）[4]
クレーコート8面のテニスコート。観客席は500席。

### 豊川市プール
豊川公園の東端に位置する屋外プール。1993年（平成5年）にはウォータースライダーも設置され、夏になると多くの家族連れなどでにぎわったが、老朽化の為、現在は撤去されている。
7月の第1土曜日から8月31日まで利用可能。25m、50mプールのほか、子供用プールも備える。

## 交通
- 名鉄豊川線 諏訪町駅から徒歩で約10分。
- 豊鉄バス 豊川線・新豊線「豊川体育館前」下車、徒歩で約3分。

## 所在地
愛知県豊川市諏訪3丁目246（総合体育館）

## その他
おいでん祭が開催される時はこの公園一帯が会場になり、総合体育館と野球場の間の道路は歩行者天国になる。
愛知県立豊橋特別支援学校のスクールバスAコースのバス停にもなっている。